# Conceição do Rio Verde
Conceição do Rio Verde é um município brasileiro do Estado de Minas Gerais que faz parte do Circuito das Águas. Sua população recenseada em 2022 era de 12 541 habitantes.

## Economia
Sua principal atividade econômica é o café, seguida da pecuária leiteira, produções agricolas https://www.estadosecidades.com.br/mg/conceicao-do-rio-verde-mg_producao-agricola.html.

## História
Conceição do Rio Verde teve origem em 1732, quando Inácio Carlos da Silveira ganhou uma sesmaria na região de Nossa Senhora da Conceição, à beira do Rio Verde, onde foi construída uma capela dedicada a esta santa.
Já em 1778, Damião Rodrigues Gomes e sua esposa doaram terrenos ao redor desta capela para formação do patrimônio da mesma criada em 1839, que teve como seu primeiro vigário, o padre Francisco Antônio Grilo.
No ano de 1901 foi criada a vila de Águas Virtuosas (atual Lambari) e o povoado de de Conceição do Rio Verde passou a ser um dos distritos daquele município.
A lei estadual nº 556, datada de 30 de agosto de 1911 criou o município de Conceição do Rio Verde, com território desmembrado dos municípios de Lambari e Baependi, cuja instalação se deu em 10 de julho de 1912.
Em 1913, o governo do estado baixou ato que transformou todas as vilas em cidades. Na época, a população de Conceição do Rio Verde já era de aproximadamente duas mil pessoas.
A primeira Câmara Municipal foi instalada no dia 2 de junho de 1912 e teve como presidente o Capitão José Lúcio Junqueira. Em 25 de outubro de 1913 teve início o abastecimento de água potável do município, em conformidade com a Lei nº 8, de 17 de setembro de 1913.
Em 27 de dezembro de 1948 foi criado o Distrito de Águas de Contendas e anexado ao município de Conceição do Rio Verde através da Lei Estadual nº 336.  A Comarca foi criada pela Lei Estadual nº 1093, de 21 de junho de 1954 e instalada no dia 28 de março de 1955, quando tomaram posse o primeiro Juiz de Direito, Dr. Manoel Altomare Nardy e o primeiro Promotor Público, Antonio Gonçalves Ferreira,
O primeiro prefeito foi Lúcio Bernardes Carneiro, que tomou posse no dia 16 de janeiro de 1931.
No dia 13 de fevereiro de 1974, a Matriz de Nossa Senhora da Conceição, recebeu o título e foi elevada à dignidade de basílica, pelo papa Paulo VI. A cerimônia de instalação ocorreu a 30 de agosto do mesmo ano, com a presença de vários bispos e padres, na solene celebração, dentre eles Dom Othon Motta, bispo diocesano da Campanha e Padre Cândido Silva, pároco da Paróquia Nossa Senhora de Conceição de Conceição do Rio Verde. Na arquitetura da basílica, destacam-se as imagens dos  doze apóstolos de Cristo, colocadas em cada uma das colunas da nave, em semelhança com a basílica abacial de São Bento, em São Paulo.
Em 20 de julho de 2009, o prefeito da cidade Adilson Gonçalves de Oliveira Paganelli, se tornou o primeiro prefeito cassado na história do município, por improbidade administrativa. Com isso, a sua vice Maria Adelaide Torres assumiu a prefeitura, sendo a primeira mulher a assumir o cargo. Mas por uma decisão judicial, Adilson Paganelli voltou ao cargo de prefeito da cidade.

## Geografia
- Ponto culminante: Pião - 1363 metros de altitude (Serra das Ninfas).
- Acidentes geográficos: Serras de São Tomé das Letras e de Águas de Contendas.
- Rios: Verde e Baependi
- Córregos: José Lúcio e dos Nunes.

## Transportes
Conceição do Rio Verde se situa às margens da importante Estrada de Ferro Minas e Rio, também conhecida como Linha Cruzeiro-Juréia, pertencente à antiga Rede Mineira de Viação e que liga a cidade aos municípios de Varginha e Cruzeiro. 
O transporte ferroviário na região foi operado entre 1884 e 1991, quando correram os últimos trens de passageiros. Embora esteja concedido ao transporte de cargas, o pátio de Conceição do Rio Verde se encontra abandonado, porém podendo ser reativado para o turismo, juntamente com suas estações ferroviárias.

O município também é acessado pela Rodovia Vital Brasil (BR-267), distante à 6 km de sua sede.